# Oswald Szemerényi
Oswald Szemerényi (ur. 7 września 1913 w Londynie, zm. 29 grudnia 1996 we Fryburgu Bryzgowijskim) – węgierski językoznawca, indouropeista, specjalizujący się w językoznawstwie porównawczym.
Studiował na Węgrzech, na uniwersytecie Eötvös Loránd oraz na uniwersytetach w Heidelbergu i Berlinie. Pozostawał pod wpływem węgierskiego językoznawcy Lazicziusa Gyula. W 1942 roku mianowany wykładowcą greki na Uniwersytecie w Budapeszcie. W 1944 roku habilitował się na podstawie rozprawy na temat języków bałtosłowiańskich, a w 1947 roku został mianowany profesorem językoznawstwa porównawczego języków indoeuropejskich w Budapeszcie. Powrócił do Anglii w 1948 roku, gdzie pracował w Bedford College do 1960 roku. Od 1965 do 1981 roku był profesorem lingwistyki na Uniwersytecie we Fryburgu.